# 默基特希臘禮天主教科威特宗主教代牧區
默基特希臘禮天主教科威特宗主教代牧區是一個服務科威特默基特希臘禮東儀天主教教友的宗主教代牧區。
代牧區成立於1972年3月25日，2005年有一個司鐸、800名教友。唯一的堂區在科威特城。目前宗主教代牧為伯多祿·加里卜。